# Júlio Maria dos Reis Pereira

Músicos e mulheres no espaço, 1925, óleo sobre cartão, 80 x 65 cm

Júlio Maria dos Reis Pereira, ou Julio como artista plástico e Saúl Dias como poeta (Vila do Conde, 1 de novembro de 1902 — Vila do Conde, 17 de janeiro de 1983), foi um pintor, ilustrador e poeta português.
Pertence à segunda geração de pintores modernistas portugueses e foi autor de uma obra multifacetada que se divide entre as artes plásticas e a escrita, tendo sido um dos mais importantes colaboradores da revista Presença.

## Biografia
Júlio Maria dos Reis Pereira nasceu a 1 de novembro de 1902 em Vila do Conde e foi batizado a 19 de novembro de 1902, filho do ourives José Maria Pereira Sobrinho e de Maria da Conceição Reis Pereira, doméstica, ambos naturais de Vila do Conde. Era irmão de José Régio.
Júlio mostra uma precoce apetência pela cultura; ainda adolescente publica poemas num semanário da sua terra. Em 1919 matricula-se no curso de Engenharia Civil da Faculdade de Ciências do Porto, que conclui em 1928; em simultâneo matricula-se na Escola de Belas-Artes, que frequenta durante apenas 2 anos.
Ao longo da década de 1920 trabalha no grafismo e ilustração de obras do seu irmão, José Régio, bem como da Presença, de que é dos principais colaboradores. Terá ainda colaboração noutras revistas, tais como Sudoeste (1935) e Altura (1945).
Em 1930 participa no I Salão dos Independentes, SNBA, Lisboa. Dois anos mais tarde publica, sob o pseudónimo de Saul Dias, um livro de poesia intitulado "... mais e mais...". Em 1935 realiza a sua primeira exposição individual (SNBA, Lisboa). A partir dessa data irá expor individualmente por diversas vezes, nomeadamente: Galeria UP, Lisboa,1938; Galeria Buchholz, Lisboa, 1944; Salão da Livraria Portugália, Porto, 1945; Galeria Pórtico, Lisboa, 1955; Galeria do Diário de Notícias, Lisboa, 1959 e 1964; etc.
Em 1936 começa a trabalhar na Direção dos Edifícios e Monumentos Nacionais de Coimbra; no ano seguinte radica-se em Évora, cidade onde vive e trabalha durante mais de três décadas e meia até 1972, ano em que regressa a Vila do Conde.
A 19 de abril de 1941, casou em Vila do Conde com Maria Augusta da Silva Ventura, natural de Manacapuru (Amazonas, Brasil), de quem teve um filho, José Alberto.
Em 1942, aproveitando as facilidades de deslocação proporcionadas pelo seu trabalho, começa a colecionar Bonecos de Estremoz, constituindo ao longo dos anos uma vasta coleção de 375 peças, exposta no Museu Municipal de Estremoz desde 1975.
Em 1953 participa na 2ª Bienal de São Paulo, Brasil. Em 1958 vence o primeiro prémio de desenho no IV Salão de Outono do Estoril. Em 1962 é publicada a Obra poética de Saul Dias. Realiza exposições retrospetivas no Museu de Évora (1964), na Cooperativa Árvore, Porto (1967), na Câmara Municipal de Vila do Conde (1979), e na Fundação Calouste Gulbenkian, Lisboa (1980).
Morreu na sua terra natal a 17 de janeiro de 1983, com 80 anos, tendo sido agraciado com o grau de Comendador da Ordem do Infante D. Henrique, a título póstumo, no dia 3 de agosto desse ano.
Em 2002 o Museu Municipal de Estremoz promove uma homenagem em sua honra, lembrando o seu papel na recuperação dos Bonecos de Estremoz; e em 2008 esse museu associa-se ao de Vila do Conde para celebrar o 25.º aniversário da data da sua morte.

## Obra

Burguês e prostituta, 1931, óleo sobre tela, 78,5 x 63 cm

A sua obra plástica articula-se de perto com a revista Presença: "Júlio foi, realmente, a Presença – o seu lirismo, a sua imediatidade expressiva, o seu horror aos academismos ou às habilidades estilísticas, uma certa ingenuidade cultural, voluntária ou involuntariamente cultivada…". Alheios à «febre da vida moderna» que havia regido os criadores do «Orfeu», "os presencistas distanciar-se-iam analogamente dos delírios oníricos da relação surrealista ou da intencionalidade político-subversiva dos neorrealistas".
Autor de um percurso muito pessoal, sem escola, Júlio "pôde descobrir sozinho o repto da sua poética", tomando como referência Chagall e os expressionistas alemães, sobretudo Georg Grosz, "apropriando deles a sobreposição acumulada, […] a simplificação das formas, duras e angulosas, e a estridência das soluções cromáticas". A sua pintura poderá relacionar-se com complexidade espacial de Chagall, Grosz ou Beckmann (veja-se, por exemplo, o dinamismo de Músicos e mulheres no espaço, 1925), mas a intensidade narrativa de todos eles sofre uma deslocação radical; o expressionismo de Júlio troca a exasperação dramática pela contemplação lírica, "o brutalismo erótico pela delicadeza sensual, o ardente subjetivismo pelo memorial intimista, o culto do primitivismo pelo apelo à simplicidade de infância".

Sem título, 1939, tinta-da-china sobre papel, 42 x 49,5 cm

Júlio centra-se tematicamente num mundo de opostos, "confrontando os puros – a prostituta, o músico-poeta, os pobres –, aos burgueses pançudos e viciosos que os maculam e fazem sofrer, sem, no entanto, atingirem a sua pureza matricial" (veja-se por exemplo Burguês e prostituta, 1931). "As cenas de prostíbulo, com burgueses repelentes, macabros", são complementadas por obras em que representa "cenas de um lirismo imaginado, docemente sonhadas, com poetas e meninas".
As suas figuras imaginadas, sem relação direta com referentes reais, associam-se à simplificação expressiva e à busca da essencialidade da linguagem, desdramatizando a crítica social e ampliando a dimensão poética do seu universo pictórico. Com as suas figuras contornadas a negro e utilizando uma matéria pictórica lisa, quase sem espessura, Júlio "acentua a irrealidade feérica das narrativas que, muitas vezes, adquirem um pendor narrativo brincado, reforçando a sua exterioridade em relação aos motivos, desenvolvidos plasticamente por uma espécie de lógica construtiva […] que esfria a pulsão expressionista em formalismo" (segundo Raquel Henriques da Silva, talvez resida nesta enfatização da dimensão formal a maior modernidade de Júlio, bem como a explicação para as suas breves experiências abstratas de 1932).
No decurso da década de 1930 irá experimentar diferentes tendências, com uma série de desenhos surrealistas e pinturas abstratas que constituem um momento particular no interior da sua obra, evoluindo depois para o seu modo final, dominado pelo lirismo. "O desenho de Júlio é marcado pelo expressionismo até 1935; depois dessa data o artista opta por um lirismo bucólico, quase pastoral. [...] A linha é suave, a cor, quando existe, depurada, clara. É um universo contaminado pela ingenuidade, numa tentativa nostálgica de reencontro do homem com a natureza".

## Obras de Poesia
- Obra Poética (Portugália, 1962)